# ルイジアナ・レイジンケイジャンズ

ルイジアナ・カラーのSBCのロゴ

ルイジアナ・レイジンケイジャンズ（英: Louisiana Ragin' Cajuns）は、アメリカ合衆国のルイジアナ大学ラファイエット校のスポーツ競技チーム。NCAAディビジョンI所属。

## 競技チーム
| 男子スポーツ                            | 女子スポーツ     |
| --------------------------------------- | ---------------- |
| 野球                                    | バスケットボール |
| バスケットボール                        | クロスカントリー |
| クロスカントリー                        | サッカー         |
| フットボール                            | ソフトボール     |
| ゴルフ                                  | テニス           |
| テニス                                  | 陸上†            |
| 陸上†                                   | バレーボール     |
| †屋外競技チームと室内競技チームがある。 |                  |